# Eisenbach (Lein)
Der Eisenbach ist ein über 5 km langer Bach im baden-württembergischen Rems-Murr-Kreis, der nach durchweg südlichem Lauf gegenüber dem auf der Hochfläche über der anderen Flusstalseite stehenden Dorf Pfahlbronn der Gemeinde Alfdorf von links in die obere Lein mündet.

## Geographie

### Verlauf
Der Eisenbach entsteht auf etwa 510 m ü. NHN etwa 0,6 km nördlich des Alfdorfer Burgholzhofes am Rande des Waldes Untere Strut zur Wiesenflur Stall an der Stadtgrenze von Welzheim zu Alfdorf. Der Bach fließt nach Süden und löst sich dabei sogleich vom Waldrand. Bis fast zum ersten Siedlungsplatz am Lauf grenzt Welzheimer Grund ans rechte Ufer, während links von Anfang an die Pfahlbronner Gemarkung anliegt, in die der Bach dann vor dem rechts liegenden Burgholzhof dauerhaft eintritt.
Nach diesem Hof beginnt rechtsseits das Waldgebiet Birkenbusch, das sich oft etwas über den Lauf hinüber bis in die linke Talmulde erstreckt. Die Burgholzer Sägmühle liegt darin in einer kleinen Flurbucht am rechten Ufer, dort quert die L 1888 den Bach, die von Welzheim im Westen über den Weiler Burgholz am linken Mittelhang nach Höldis im Südsüdosten und dann ins Leintal läuft. Der begleitende Wald zieht sich nun auf die Talmulde zurück, die er beidseits erfüllt, ein Steg überquert das Gewässer, ehe der linke Hang sich wieder öffnet und kurz vor der Meuschenmühle auch der rechte.
An diesem Mühlenmuseum läuft aus dem Nordosten der längste, aber unbeständige Zufluss aus dem Gewann Silberteich im Nordwesten durch eine zuletzt bewaldete Klinge zu und eine weitere Fahrstraße zum Weiler Mannholz etwas im Nordosten quert den Bach. Nachdem der Eisenbach noch die Mannholzer Ölmühle links am Ufer unter einem offenen linken Hangstück passiert hat, fließt er im nun deutlich weiteren und von den Ufern bis hinauf an die Hangschultern bewaldeten Tal in zahlreichen kleinen Mäandern zwischen den inzwischen hohen Talflanken Weidenhalde rechts und Bubrain links. Im später durchlaufenen, 0,2 ha großen zugehörigen Vorbecken wendet sich der Bach nun für seinen letzten Kilometer auf Südostlauf und durchfließt gleich danach das dauereingestaute, am oberen Ufer wiesengesäumte, auch Eisenbachsee genannte und 1,9 ha große Hochwasserrückhaltebecken Eisenbach.
Dem Fuß des Damms entlang läuft die K 1888 in die K 1887 Rienharz–Pfahlbronn ein, erst nach der Straßenunterquerung tritt der Eisenbach wieder an die Oberfläche, durchzieht von einer Gehölzgalerie begleitet die Wiesen links des Flusses und mündet dann auf 447,5 m ü. NHN, weniger als 0,3 km unterhalb der Flussbrücke der K 1887, von links und zuletzt Nordwesten in eine linke Mäanderschlinge der oberen Lein, die weniger als einen halben Kilometer weiter flussabwärts in den Leinecksee einläuft.
Der Eisenbach mündet nach 5,4 km langem Lauf mit mittleren Sohlgefälle von etwa 12 ‰ etwa 63 Höhenmeter unterhalb seines Ursprungs.

### Einzugsgebiet
Der Eisenbach hat ein 7,6 km² großes Einzugsgebiet, das naturräumlich gesehen zum Unterraum Welzheim-Alfdorfer Platten des Welzheimer Waldes gehört. Es erstreckt sich von der nördlichen Wasserscheide etwa 5 km weit nach Süden und ist quer dazu allenfalls etwas über 2 km breit. Die mit 541 m ü. NHN höchsten Punkte liegen am Wasserturm Aichstrut an seiner Nordwest- und auf einer Waldkuppe im Hagenwald an seiner Nordostecke. Auf etwas weniger als 30 % seiner Fläche steht Wald, vor allem an seinem Nordende, in vereinzelten Waldinseln rechts des Tals, im Höhenwald zwischen Mannholz und Höldis sowie im unteren Tal. Außerhalb der offenen Taleinhänge und des Saumes der Höhenorte, wo es oft Wiesen gibt, stehen die Höhenrücken überwiegend unterm Pflug.
Reihum grenzen an das seine die Einzugsgebiete der folgenden Nachbargewässer:
- Mündungsnah im Südwesten fließt der Haschbach aus Rienharz südwärts zur Lein etwas oberhalb des Eisenbachs;
- im Westen und Nordwesten ist die oberste Lein selbst auf ihrem noch nach Süden ziehenden parallelen Lauf das nächste Gewässer;
- jenseits der nördlichen Wasserscheide entwässert der Schwarzbach ostwärts zur Blinde Rot, die in die Finstere Rot mündet;
- im Nordosten fließt
  - der Schmerbach in selber Richtung zum Hagerwaldsee im Lauf der Finsteren Rot kurz vor deren Mündung in die Rot, dann
  - der Rotholzgraben direkt zu dieser oberen, an der Voggenberger Sägmühle die Lein erreichenden Rot, dann
  - der Wolfsbach ebenfalls zur Rot;
- im Osten strebt der Gellbach zur Lein etwas aufwärts der Rotmündung;
- im Südosten läuft der Mettelbach nun wieder parallel zu Eisenbach zum wenig nach der Eisenbachmündung von der Lein durchflossenen Leinecksee.

Etwa 20 % des Einzugsgebietes im Nordwesten liegen im Stadtgebiet von Welzheim, der Rest in der Gemarkung des Gemeindeteiles Pfahlbronn von Alfdorf. Alle Siedlungsplätze darin gehören zu Pfahlbronn, es sind
- am Lauf des Eisenbachs nacheinander die Einzelhöfe Burgholzhof, Burgholzer Sägmühle, Meuschenmühle und Mannholzer Ölmühle;
- links oben am Hang oder auf dem Höhenrücken folgen in selber Richtung der Weiler Burgholz, der Hof Döllenhof und der Weiler Mannholz; der noch folgende Weiler Höldis grenzt außen ans Einzugsgebiet;
- rechts auf dem Höhenrücken stehen die Weiler Schmidhof und Rienharz, letzterer mit nur wenigen Gebäuden diesseits der Wasserscheide.

### Zuflüsse und Seen
Hierarchische Liste der Zuflüsse und  Seen, jeweils von der Quelle zur Mündung. Gewässerlänge, Seefläche, Einzugsgebiet und Höhe nach den entsprechenden Layern auf der Onlinekarte der LUBW. Andere Quellen für die Angaben sind vermerkt.
Ursprung des Eisenbachs auf etwa 510 m ü. NHN ca. 0,6 km nördlich von Burgholzhof am Rand des Waldes Untere Strut an der Stadtgrenze von Welzheim zu Alfdorf.
- Passiert auf etwa 495 m ü. NHN einen länglichen Teich links am Lauf kurz vor der Talquerung der K 1888 vor der Burgholzer Sägmühle.
- Passiert auf etwa 492 m ü. NHN einen rundlichen Kleinteich neben der Burgholzer Sägmühle, deutlich unter 0,1 ha.[LUBW 8]
- (Mühlkanal der Meuschenmühle), von rechts auf etwas unter 470 m ü. NHN gleich nach der Meuschenmühle, 0,3 km.[LUBW 3] Geht zuvor auf über 475 m ü. NHN nach rechts ab.
  -  Durchfließt auf etwa 475 m ü. NHN den Mühlteich an der Meuschenmühle, etwas über 0,1 ha.
    - (Linker Mündungsast des Bachs aus dem Silberteich), von rechts und Westen in den Mühlteich, unter 0,2 km.
- (Bach aus dem Silberteich), von rechts und Nordwesten auf etwa 468 m ü. NHN weniger als 50 Meter nach dem Rücklauf des Mühlkanals, ca. 1,4 km und ca. 1,1 km². Entsteht auf etwa 511 m ü. NHN im Gewann Silberteich an der Südseite der K 1888 gegenüber dem Flugplatz Welzheim. Lange ein unbeständig wasserführender Graben neben einem Feldweg, läuft er zuletzt auf mehr als einem Drittel seines Laufes in einer bewaldeten Klinge.
  - (Bach vom Schmidhof), von rechts und Westen wenige Schritte vor der Mündung, ca. 0,9 km und ca. 0,3 km². Entsteht auf etwa 507 m ü. NHN am Schmidhof. Durchfluss unbeständig.
- (Waldklingenbach von den Furzeläckern), von rechts und Osten auf unter 465 m ü. NHN kurz nach und gegenüber der Mannholzer Ölmühle, ca. 0,4 km und unter 0,4 km². Entsteht auf etwa 491 m ü. NHN in einer krautigen Mulde an der Hangschulter im Gewann Furzeläcker und tritt schnell in seine Waldklinge ein.
- (Alter Mühlkanal), von links auf über 457 m ü. NHN im Waldtal zwischen der Mannholzer Ölmühle und dem Vorbecken des Eisenbachsees, ca. 0,2 km. Geht zuvor vom Eisenbach ab.
- (Wenigstens drei Waldhangbäche), von links und rechts, allenfalls etwas über 0,1 km. Entstehen auf allenfalls 480 m ü. NHN an den Waldhängen und laufen teils in Klingen zum Eisenbach.
- Durchfließt auf etwa 455 m ü. NHN das Vorbecken des Eisenbachsees, 0,2 ha. Wendet sich dort etwas auf südöstlichen Lauf.
- Durchfließt auf gewöhnlich 453 m ü. NHN[LUBW 2] das auch Eisenbachsee genannte Hochwasserrückhaltebecken Eisenbach, 1,9 ha.

Mündung des Eisenbachs von links und zuletzt Nordwesten auf 447,5 m ü. NHN weniger als 0,3 km in unterhalb der Leinbrücke der K 1887 Rienharz–Pfahlbronn in die obere, aber schon ostwärts laufende Lein. Der Eisenbach ist 5,4 km lang und hat ein 7,6 km² großes Einzugsgebiet.

## Geologie
Der Eisenbach entsteht in Schichthöhe des Knollenmergels (Trossingen-Formation) und verbleibt darin bis etwa zur Mauschenmühle, wo er dann in den Stubensandstein (Löwenstein-Formation) wechselt, der sich bis zur Mündung ins Rottal hinabzieht. Über der Hangschulter des Tales setzt der Schwarzjura ein, mit seinen unteren Schichten von der Psilonotenton-Formation bis allenfalls hinauf zur Arietenkalk-Formation. Auf den Höhenlagen der begleitenden Bergrücken sind diese obersten mesozoischen Schichten flächenhaft mit Lösssediment aus quartärer Ablagerung bedeckt. Auf dem Talgrund liegt als schmales Band um den Bach Auenlehm.
Etwa auf der Linien Schmidhof – Mannholz quert eine abschnittsweise nur vermutete Störungslinie das Einzugsgebiet, die im Bereich ihrer Querung der Nebentalrinne im Gewann Silberteich Knollenmergel an der Nordseite (Hochscholle) gegen Schwarzjura im Süden (Tiefscholle) versetzt. Etwa senkrecht an ihr setzt vermutlich etwas oberhalb der Meuschenmühle eine südwärts laufende Störung ungefähr auf der Trasse des Eisenbachtales ein, die bis ins Leintal hinabreicht; eine weitere solche läuft rund 0,6 km weiter westlich etwa parallel zu ihr.

## Natur und Schutzgebiete
Am Lauf des Eisenbachs gibt es einige Feuchtgebiete und Nasswiesen.
Die Landschaftsschutzgebiete Gebiete nördlich und östlich Welzheim und Welzheimer Wald mit Leintal überdecken fast das gesamte Einzugsgebiet, das in Gänze im Naturpark Schwäbisch-Fränkischer Wald liegt.

## Sehenswürdigkeiten und Bauwerke
Am Eisenbach lagen einst fünf Mühlen. Die am Mittellauf liegende Meuschenmühle ist eine in heutiger Bauform überwiegend aus dem 18. Jahrhundert stammende Mahlmühle mit funktionierendem Mahlwerk, die besichtigt werden kann. Von der Hagmühle an der Lein bei Welzheim kommend, führt die Etappe eines Mühlenwanderwegs über Rienharz, die Meuschenmühle und Mannholz zur Voggenbergmühle an der unteren Rot.

### LUBW
Amtliche Online-Gewässerkarte mit passendem Ausschnitt und den hier benutzten Layern: Lauf und Einzugsgebiet des Eisenbachs

Allgemeiner Einstieg ohne Voreinstellungen und Layer: Daten- und Kartendienst der Landesanstalt für Umwelt Baden-Württemberg (LUBW) (Hinweise)
1. 1 2 3  Höhe nach dem Höhenlinienbild auf dem Hintergrundlayer Topographische Karte.
2. 1 2 3  Höhe nach grauer Beschriftung auf dem Hintergrundlayer Topographische Karte.
3. 1 2 3  Länge nach dem Layer Gewässernetz (AWGN).
4. 1 2  Einzugsgebiet nach dem Layer Basiseinzugsgebiet (AWGN).
5. ↑  Länge abgemessen auf dem Hintergrundlayer Topographische Karte.
6. ↑  Seefläche nach dem Layer Stehende Gewässer.
7. ↑  Einzugsgebiet abgemessen auf dem Hintergrundlayer Topographische Karte.
8. ↑  Seefläche abgemessen auf dem Hintergrundlayer Topographische Karte.
9. ↑  Schutzgebiete nach den einschlägigen Layern, Natur teilweise nach dem Layer Biotop.

### Andere Belege
1. ↑  Hansjörg Dongus: Geographische Landesaufnahme: Die naturräumlichen Einheiten auf Blatt 171 Göppingen. Bundesanstalt für Landeskunde, Bad Godesberg 1961. → Online-Karte (PDF; 4,3 MB)
2. ↑  Geologie nach den Layern zu Geologische Karte 1:50.000 auf: Mapserver des Landesamtes für Geologie, Rohstoffe und Bergbau (LGRB) (Hinweise). Ein ähnliches Bild bietet die unter → Literatur aufgeführte geologische Karte.
3. ↑  Meuschenmühle auf www.alfdorf.de